# Bogcia disjuncta
Bogcia disjuncta is een keversoort uit de familie mierkevers (Cleridae). De wetenschappelijke naam van de soort is voor het eerst geldig gepubliceerd in 1978 door Barr.